# NGC 4309
NGC 4309 هي مجرة محدبة تقع في كوكبة العذراء.

## وصلات خارجية
- NGC 4309 على موقع ويكي سكاي: DSS2, SDSS, GALEX, IRAS, Hydrogen α, X-Ray, Astrophoto, Sky Map, Articles and images